# Alexandre Ferdinandus
Jean Alexandre Ferdinandus (1850-1888) est un artiste peintre, graveur et illustrateur français d'origine belge. 

## Biographie
Né à Anvers le 2 mars 1850, fils de Marie Josèphe Schaumbourg et d'Alexandre Ferdinandus, il devient, à Paris, l'élève du peintre Frédéric Lix qui l'initie au dessin et à la gravure sur bois. Il expose au Salon de Paris des aquarelles relatives aux événements de la Commune à partir de 1872, vit à cette époque 14 rue des Rosiers, puis devient membre sociétaire du Salon des artistes français jusqu'en 1888. Ses dessins sont appréciés par les éditeurs d'ouvrages et la presse, dont La Petite Presse et L'Univers illustré. 
Malade, il se marie le 24 octobre 1888 à Paris XVe avec Marie Zélie Dessaux et meurt deux semaines plus tard, le 8 novembre 1888 au 155 rue de Sèvres. Il était père de trois enfants, reconnus dans son acte de mariage.

## Ouvrages illustrés

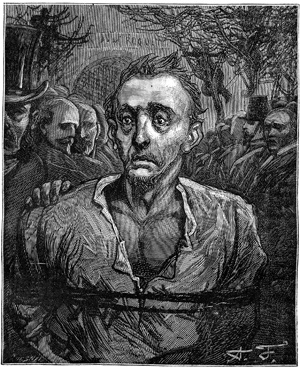
« Exécution de Troppmann », vignette sur bois (Rouff, 1880).

- Henriette Guizot de Witt, En quarantaine, 48 vignettes dessinées sur bois, Paris, Hachette et Cie, 1878.
- Comtesse Rostoptchine, Belle, sage et bonne, 30 vignettes, Paris, Hachette et Cie, 1880.
- Julie Gouraud, Aller et retour, Paris, Hachette, 1880.
- Georges Révoil, Voyages au Cap des Aromates (Afrique orientale), illustré avec Georges Bellenger, Paris, E. Dentu, 1880.
- Józef Maksymilian Lubomirski, La Côte barbaresque et le Sahara, Paris, E. Dentu, 1880.
- Antoine Claude [Théodore Labourieu], Mémoires de Monsieur Claude. Chef de la Police de Sûreté sous le Second Empire, Paris, J. Rouff, 1880.
- Cécile Rosseeuw de Saint-Hilaire, La Fille du braconnier, Paris, Librairie Hachette et Cie, 1881.
- Étincelle (pseud.), Carnet d'un mondain : gazette parisienne, anecdotique et curieuse, Paris, E. Rouveyre, 1881-1882.
- Léon Cladel, L'Amour romantique, préface par Octave Uzanne, Paris, E. Rouveyre et G. Blond, 1882.
- Henriette Guizot de Witt, Sur la plage, 55 vignettes dessinées sur bois, Paris, Hachette, 1882.
- Lucien Victor-Meunier, Chair à plaisir, Paris, E. Rouveyre, 1882.
- Lucien Victor-Meunier, Miettes d'amour, Paris, E. Rouveyre, 1882.
- Henriette Guizot de Witt, Vieux amis, 60 gravures sur bois, Paris, Hachette et Cie, 1884.
- Mme A. Lion, Jean Déperet, 50 illustrations, Paris, Librairie Charles Delagrave, 1885.
- J. Girardin, Quand j'étais petit garçon, 42 vignettes, Paris, Hachette, 1886.
- André Surville, Les amis de Berthe, 30 gravures, Paris, Hachette, 1886.
- Zénaïde Fleuriot, Tranquille et Tourbillon, 45 vignettes, Paris, Hachette et Cie, 1887.
- Charles Nodier, Écrin d'un conteur, choix de contes, Paris, G. Charpentier, 1887.
- Émile Richebourg, La Petite Mionne, 155 gravures sur bois, Paris, Jules Rouff et Cie, [1888].